# Johann Schönsperger

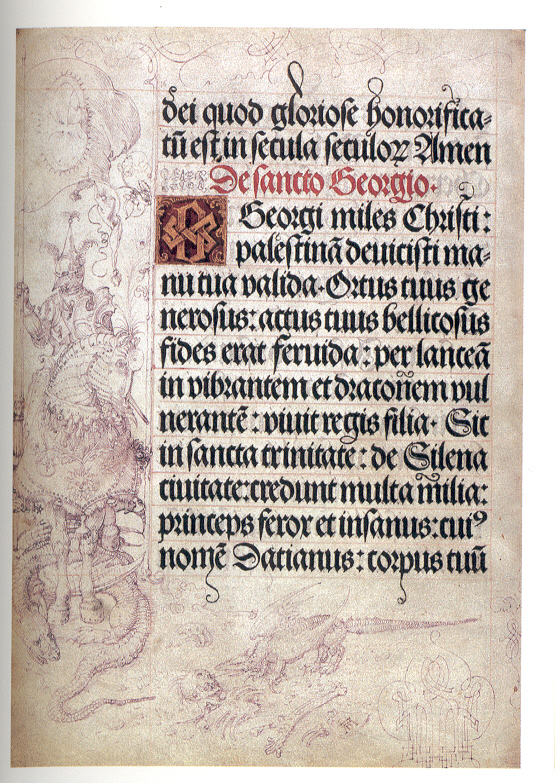
Una página del Libro de Oración de Maximiliano I, impreso por Johann Schönsperger, con ilustraciones hechas a la mano en los márgenes. El emperador deseaba que la impresión fuera similar a un manuscrito.

Johann Schönsperger d. Ä. (Augsburgo, 1445-ibídem, 25 de febrero de 1521) fue un impresor y contable alemán.

## Biografía
Schönsperger dirigió en 1481 junto con el orfebre Thomas Rüger (fallecido en 1483) una imprenta y colaboró con su padrastro Johann Bämler. Esta empresa, junto con otros impresores augsburgueses, consiguió dominar el mercado de libros de literatura alemana de Augsburgo en el periodo entre 1480 y 1500
En 1507 Schönsperger se vuelve insolvente y ya no consigue recuperarse financieramente. En el año 1508 consigue, probablemente gracias a la mediación de Konrad Peutinger, convertirse en el impresor secreto del emperador Maximiliano I. Imprime para el emperador las aventuras del caballero Theuerdank (una especie de alter-ego literario de Maximiliano I) y el libro de oración para la orden de San Jorge. Las fuentes tipográficas creadas para estos dos proyectos, creadas por Schönsperger basándose en la escritura del calígrafo Vinzenz Rockner, son hitos en la historia del desarrollo de la tipografía gótica (llamada Fraktur en alemán). En algunos casos, los caracteres impresos estaban adornados por florituras dibujadas a mano.
Sus biblias (llamadas Schönsperger-Bibeln en alemán) de 1487 y 1490 adquirieron cierta notoriedad. En 1947 aparece en la Imprenta de Schönsperger de Augsburgo la denominada Kleine Schedel (pequeña Schedel), una edición abreviada de la Crónica de Núremberg (Schedelsche Weltchronik en alemán). Como esta edición ilegal estaba impresa sobre un papel de peor calidad, la edición augsburguesa es todavía más difícil de encontrar hoy en día que el original impreso en Núremberg.
Johann Schönsperger fue el padre de Johann Schönsperger el Joven (nacido en 1480).

## Obras
- Garten der Gesundheit von 1487 (Jardín de la salud de 1487), reeditado por Europäischer Hochschulverlag, ISBN 978-3-86741169-1